# حطاب

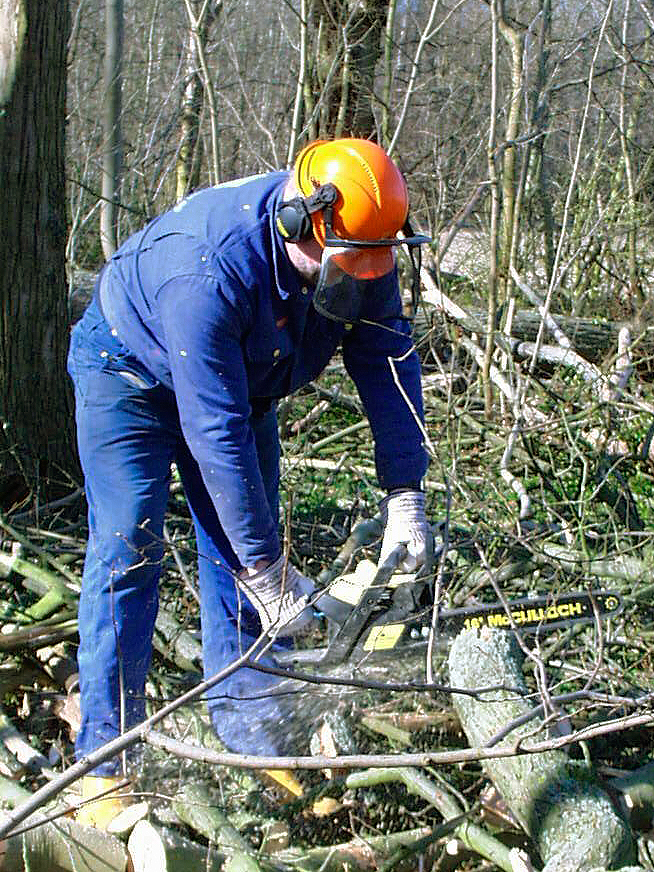
خشاب

في اللغة العربية، خشّاب هي كلمة تطلق على من مهنته قطع الخشب. خشّاب قد تطلق أيضا على بائع أو تاجر الخشب. الخشابون يقومون بقطع جذوع الأشجار للحصول على الخشب بغرض استخدامه في صناعة المنتجات الخشبية.

## تاريخ
عمل الحطابون في مخيمات الخشب وغالبا ما كانوا يعيشون حياة تنقل بين الاماكن، يتبعها أعمال قطع كبيرة بمجرد خروجهم من المخيم. عمل الحطابة هو عمل موسمي.الحطابون كانوا معظمهم رجالاً.وعادة مايعيشون في بيوت خشبية أشبه بالاسطبلات أو خيم.المعدات الشائعة هي الفأس ومنشار القوش، يمكن أن تجد الحطابون في أي غابة كثيفة وواسعة وذلك لقطع الخشب، عادة في إسكندينافيا،كندا،وأجزاء من الولايات المتحدة الأمريكية.
ظهرت مخيمات الخشب ببطئ مابين الحرب العالمية الثانية وأوائل الستينيات على شكل جماعات تنتقل إلى أماكن الحطابة بواسطة السيارات.
أدى النزاع بالعمل في مخيمات الخشب إلى تخصيص الأعمال مثل عمال القطع، غلام الصفارة، المتسلق.